# Karl Pestalozzi (Literaturwissenschaftler)
Karl Pestalozzi (* 14. März 1929 in St. Gallen; † 31. Juli 2023 in Allschwil) war ein Schweizer Literaturwissenschaftler und Hochschullehrer.

## Leben
Pestalozzi studierte Theologie und Germanistik an den Universitäten von Zürich und Tübingen. Er promovierte 1958 bei Emil Staiger. Von 1959 bis 1968 war er Assistent bei Wilhelm Emrich an der Freien Universität Berlin, wo er sich 1968 habilitierte. Von 1968 bis 1999 war er ordentlicher Professor für Neuere deutsche Literaturwissenschaft an der Universität Basel, 1975‒76 versah er ebendort das Amt des Dekans der Philosophisch-Historischen Fakultät und 1990‒92 dasjenige des Rektors. Er war von 1993 bis 2014 Präsident der Stiftung für eine Historisch-Kritische Gottfried Keller-Ausgabe (HKKA). Von 1994 bis 2006 war er Präsident der Stiftung Nietzsche-Haus in Sils-Maria.
Er verstarb Ende Juli 2023 im Alter von 94 Jahren in Allschwil bei Basel.

## Forschung
Pestalozzi forschte insbesondere zu Johann Wolfgang Goethe, Johann Kaspar Lavater, Gottfried Keller, Hugo von Hofmannsthal, Friedrich Nietzsche, und zur Literatur des Fin de siècle. Er war an mehreren Editionsprojekten beteiligt. Neben der historisch-kritischen Ausgabe der Werke Kellers, die er in leitender Funktion verantwortete, begleitete er im wissenschaftlichen Beirat die kritischen Editionen der Werke Lavaters und Ulrich Bräkers. Nach dem Tod von Mazzino Montinari setzte er sich mit anderen Gelehrten dafür ein, dass die «Kritische Gesamtausgabe der Werke Nietzsches» weitergeführt wurde.

## Veröffentlichungen (Auswahl)
- Sprachskepsis und Sprachmagie im Werk des jungen Hofmannsthal, Atlantis, Zürich 1958.
- Die Entstehung des lyrischen Ich. Studien zum Motiv der Erhebung in der Lyrik, De Gruyter, Berlin 1970.
- Bergschluchten. Die Schluss-Szene von Goethes "Faust". Altes und Neues, Schwabe, Basel 2012.
- Gottfried Keller. Kursorische Lektüren und Interpretationen, Schwabe, Basel 2019.

Ein Verzeichnis der Schriften Pestalozzis findet sich in dem Band: Physiognomie und Pathognomie. Zur literarischen Darstellung von Individualität. Festschrift für Karl Pestalozzi zum 65. Geburtstag, hg. von Wolfram Groddeck und Ulrich Stadler, Berlin, De Gruyter, 1994.